# Antonín Vilde
Antonín Vilde (17. srpna 1935, Miletice – 18. září 1963, Pardubice) byl český motocyklový závodník, reprezentant v ploché dráze. Tragicky zemřel po pádu při opravné jízdě 15. ročníku Zlaté přilby v Pardubicích. Na jeho počest se jezdí ve Slaném od roku 1971 Memoriál Antonína Vildeho.

## Závodní kariéra
V Mistrovství Československa na klasické ploché dráze skončil v roce 1960 na 17. místě a v roce 1961 na 18. místě. V Mistrovství světa jednotlivců skončil v roce 1961 na 14. místě a v roce 1962 na 6. místě v kontinentálním čtvrtfinále. Závodil za Slaný.